# Olympische Winterspiele 2006/Teilnehmer (Venezuela)
Venezuela nahm an den Olympischen Winterspielen 2006 im italienischen Turin mit einem Athleten teil. 

## Teilnehmer nach Sportarten

### Rennrodeln
Nachdem er bei den Olympischen Winterspielen 2002 in Salt Lake City gemeinsam mit seinem Sohn Chris Hoeger teilgenommen hatte, konnte Werner Hoeger sich auch für die Olympischen Winterspiele in Turin qualifizieren. Bei seiner zweiten Teilnahme an den Olympischen Winterspielen für Venezuela nahm er als Einzelstarter teil und war mit seinen 52 Jahren einer der ältesten Teilnehmer. Mit den 32. Platz im Rodeln konnte er sein bestes Ergebnis bei Olympia erzielen.
| Athlete       | Event     | 1. Lauf  | 2. Lauf  | 3. Lauf  | 4. Lauf  | Gesamt       | Rang |
| ------------- | --------- | -------- | -------- | -------- | -------- | ------------ | ---- |
| Männer        |           |          |          |          |          |              |      |
| Werner Hoeger | Einsitzer | 56,754 s | 55,411 s | 56,256 s | 55,169 s | 3:43,590 min | 32   |